# Trichonectes otini
Trichonectes otini är en skalbaggsart som först beskrevs av Guignot 1941.  Trichonectes otini ingår i släktet Trichonectes och familjen dykare. Inga underarter finns listade i Catalogue of Life.